# Nuria Párrizasová Díazová
Nuria Párrizasová Díazová (nepřechýleně: Párrizas Díaz, * 15. července 1991 Granada) je španělská profesionální tenistka. Ve své dosavadní kariéře na okruhu WTA Tour nevyhrála žádný turnaj. V sérii WTA 125 vybojovala dvě singlové trofeje. V rámci okruhu ITF získala dvacet dva titulů ve dvouhře a tři ve čtyřhře.
Na žebříčku WTA byla ve dvouhře nejvýše klasifikována v březnu 2022 na 45. místě a ve čtyřhře v srpnu téhož roku na 320. místě.
Ve španělském fedcupovém týmu debutovala v roce 2021 pražským finálovým turnajem proti Spojeným státům, v němž podlehla Sloane Stephensové a s Alionou Bolsovovou vyhrála čtyřhru. Američanky zvítězily 2:1 na zápasy. Do roku 2022 v soutěži nastoupila k jedinému mezistátnímu utkání s bilancí 0–1 ve dvouhře a 1–0 ve čtyřhře.
Dne 16. srpna 2021 se stala čtvrtou nejstarší hráčkou v historii žebříčku WTA, která pronikla do první světové stovky. V den jeho vydání, kdy figurovala na 96. místě, jí bylo 30 let a 32 dní.

## Tenisová kariéra
V rámci hlavních soutěží událostí okruhu ITF debutovala v říjnu 2006, když na turnaj v rodné Granadě s rozpočtem 10 tisíc dolarů obdržela divokou kartu. V úvodním kole podlehla Britce Nadie Leeové. Premiérový titul v této úrovni tenisu vybojovala během července 2013 na istanbulském turnaji dotovaném 10 tisíci dolary. Ve čtvrtfinále přehrála ruskou turnajovou trojku Kuličkovovou, poté Němku Shakovetsovou a v závěrečném duelu na žebříčku neklasifikovanou Francouzku Caroline Romeovou.
V roce 2015 si ve 24 letech přivodila závažné poranění ramene, které podle lékařů ohrozilo její další kariéru. Na profesionální okruhy se vrátila po čtrnácti měsících v září 2016.
Na okruhu WTA Tour debutovala dubnovým Copa Colsanitas 2021 v Bogotě po zvládnuté kvalifikaci. Na úvod dvouhry zdolala krajanku Cristinu Bucșovou a poté 83. ženu pořadí Arantxu Rusovou z Nizozemska. Jednalo se o její první výhru nad členkou elitní světové stovky. Ve čtvrtfinále však dohrála na raketě Bulharky Viktorije Tomovové. První dvě finále v sérii WTA 125K ovládla na båstadském Nordea Open 2021 a Columbus Challengeru 2021. Na švédské antuce postupně porazila hráčky z druhé světové stovky Varavru Lepčenkovou, Maddison Inglisovou, Claire Liuovou, Rumunku Mihaelu Buzărnescuovou a ve finále Bělorusku Olgu Govorcovovou ve dvou setech. V Columbusu zvládla závěrečné zápasy nad Číňankami Čeng Saj-saj a Wang Sin-jü. Po boku Slovinky Dalily Jakupovićové naopak proti Číňankám odešla poražena z finále čtyřhry. Na Livesport Prague Open 2021 vypadla ve druhém kole s Australankou Storm Sandersovou.
Debut v hlavní soutěži nejvyšší grandslamové kategorie zaznamenala v ženském singlu US Open 2021 po zvládnuté tříkolové kvalifikaci, v níž ztratila jen 15 gamů. V posledním kvalifikačním kole přehrála Maďarku Réku Lucu Janiovou. Na úvod newyorské dvouhry pak nenašla recept na světovou dvaaosmdesátku Varvaru Gračovovou z Ruska, přestože získala úvodní sadu.

## Finále série WTA 125
| Legenda                  |
| ------------------------ |
| D – dvouhra; Č – čtyřhra |
| WTA 125 (2–0 D; 0–1 Č)   |

### Dvouhra: 2 (2–0)
| Stav    | č. | datum         | turnaj                  | povrch    | soupeřka ve finále | výsledek      |
| ------- | -- | ------------- | ----------------------- | --------- | ------------------ | ------------- |
| Vítězka | 1. | červenec 2021 | Båstad, Švédsko         | antuka    | Olga Govorcovová   | 6–2, 6–2      |
| Vítězka | 2. | září 2021     | Columbus, Spojené státy | tvrdý (h) | Wang Sin-jü        | 7–6(7–2), 6–3 |

### Čtyřhra: 1 (0–1)
| Stav       | č. | datum     | turnaj                  | povrch    | spoluhráčka         | soupeřky ve finále       | výsledek |
| ---------- | -- | --------- | ----------------------- | --------- | ------------------- | ------------------------ | -------- |
| Finalistka | 1. | září 2021 | Columbus, Spojené státy | tvrdý (h) | Dalila Jakupovićová | Wang Sin-jü Čeng Saj-saj | 1–6, 1–6 |

## Tituly na okruhu ITF
| Dotace turnajů okruhu ITF | Dotace turnajů okruhu ITF |
| ------------------------- | ------------------------- |
| 100 000 $ tournaments     | 80 000 $ tournaments      |
| 75 000 $ tournaments      | 60 000 $ tournaments      |
| 50 000 $ tournaments      | 25 000 $ tournaments      |
| 15 000 $ tournaments      | 10 000 $ tournaments      |

### Dvouhra (22 titulů)
| Č.  | datum         | turnaj                               | povrch  | poražená finalistka      | výsledek                |
| --- | ------------- | ------------------------------------ | ------- | ------------------------ | ----------------------- |
| 1.  | červenec 2013 | Istanbul, Turecko                    | tvrdý   | Caroline Romeová         | 6–1, 6–2                |
| 2.  | říjen 2013    | Marathon, Řecko                      | tvrdý   | Jainy Scheepensová       | 7–6(7–4), 2–6, 6–2      |
| 3.  | duben 2014    | Šarm aš-Šajch, Egypt                 | tvrdý   | Elena-Teodora Cadarová   | 6–0, 3–6, 6–3           |
| 4.  | říjen 2014    | Šarm aš-Šajch, Egypt                 | tvrdý   | Vojislava Lukićová       | 6–4, 6–3                |
| 5.  | říjen 2014    | Šarm aš-Šajch, Egypt                 | tvrdý   | Marianna Zakarljuková    | 6–2, 6–4                |
| 6.  | květen 2015   | Šarm aš-Šajch, Egypt                 | tvrdý   | Anastasia Grymalská      | 6–2, 6–4                |
| 7.  | červen 2015   | Šarm aš-Šajch, Egypt                 | tvrdý   | Sandra Samirová          | 6–1, 6–3                |
| 8.  | září 2016     | Madrid, Španělsko                    | tvrdý   | Jacqueline Cabaj Awadová | 7–6(7–5), 6–3           |
| 9.  | září 2016     | Madrid, Španělsko                    | tvrdý   | Cristina Bucșová         | 6–4, 3–6, 7–5           |
| 10. | duben 2017    | Óbidos, Portugalsko                  | koberec | Eden Silvaová            | 6–4, 6–3                |
| 11. | září 2017     | Káhira, Egypt                        | antuka  | Viktoria Kanová          | 6–4, 6–1                |
| 12. | září 2017     | Madrid, Španělsko                    | tvrdý   | Rebeka Masarová          | 6–4, 4–6, 6–2           |
| 13. | říjen 2017    | Lisabon, Portugalsko                 | tvrdý   | Romy Koelzerová          | 2–6, 7–5, 7–5           |
| 14. | listopad 2017 | Šarm aš-Šajch, Egypt                 | tvrdý   | Sandra Samirová          | 7–5, 3–6, 7–6(7–3)      |
| 15. | srpen 2019    | Las Palmas, Španělsko                | antuka  | Çağla Büyükakçay         | 7–5, 3–6, 7–6(7–3)      |
| 16. | září 2019     | Roehampton, Velká Británie           | tvrdý   | Anna-Lena Friedsamová    | 6–2, 5–7, 7–5           |
| 17. | prosinec 2020 | Monastir, Tunisko                    | tvrdý   | Aubane Droguetová        | 6–3, 6–0                |
| 18. | únor 2021     | Potchefstroom, Jihoafrická republika | tvrdý   | Anna Bondárová           | 6–1, 4–6, 6–2           |
| 19. | únor 2021     | Potchefstroom, Jihoafrická republika | tvrdý   | Carol Zhaová             | 6–3, 6–0                |
| 20. | březen 2021   | Manacor, Španělsko                   | tvrdý   | Marina Bassols Riberová  | 6–2, 6–1                |
| 21. | červen 2021   | Grado, Itálie                        | antuka  | Nuria Brancacciová       | 6–3, 5–7, 6–2           |
| 22. | srpen 2021    | Landisville, Spojené státy           | tvrdý   | Greet Minnenová          | 7–6(8–6), 4–6, 7–6(9–7) |

### Čtyřhra (3 tituly)
| Č. | datum         | turnaj                | povrch | spoluhráčka           | poražené finalistky                             | výsledek |
| -- | ------------- | --------------------- | ------ | --------------------- | ----------------------------------------------- | -------- |
| 1. | červen 2012   | Amarante, Portugalsko | tvrdý  | Ivette Lópezová       | Olga Brózdová Natalia Kołatová                  | bez boje |
| 2. | listopad 2013 | Sant Jordi, Španělsko | tvrdý  | Bárbara Luzová        | Sowdžanja Bavisettiová Lucía Cervera Vázquezová | 7–5, 6–4 |
| 3. | duben 2018    | Káhira, Egypt         | antuka | Dominique Karregatová | Madeleine Kobeltová Shelby Talcottová           | 6–2, 6–4 |